# قلاموساوات
القلاموساوات (الاسم العلمي: Calamoideae) هي أسرة من النباتات تتبع فصيلة الفوفلية من الرتبة الفوفليات.

## تصنيف
تنقسم أسرة القلاموساوات إلى ثلاثة قبائل:
- قبيلة القلاموساوية (نخيل الرتان)
  - عمارة القلاموسينة
    - القلاموس
    - Daemonorops

  - عمارة Korthalsiinae
    - Korthalsia

  - عمارة Metroxylinae
    - Metroxylon

  - عمارة Pigafettinae
    - Pigafetta

  - عمارة Plectocomiinae
    - Plectocomia

  - عمارة السالاكينة
    - السالاكة
- قبيلة Eugeissoneae
  -     - Eugeissona
- قبيلة بكتموياوية
  - عمارة Ancistrophyllinae
    - Eremospatha
    - Laccosperma
    - Oncocalamus

  - عمارة Mauritiinae
    - Lepidocaryum
    - Mauritia